# Ichneumon caloscelis
Ichneumon caloscelis är en stekelart som beskrevs av Wesmael 1845. Ichneumon caloscelis ingår i släktet Ichneumon och familjen brokparasitsteklar. Arten är reproducerande i Sverige. Utöver nominatformen finns också underarten I. c. immaculatus.